# Gemskofel
Gemskofel är ett berg i Österrike.   Det ligger i distriktet Hermagor och förbundslandet Kärnten, i den centrala delen av landet, 300 km sydväst om huvudstaden Wien. Toppen på Gemskofel är 1 672 meter över havet.
Terrängen runt Gemskofel är huvudsakligen bergig, men åt sydost är den kuperad. Närmaste större samhälle är Lienz, 18,0 km norr om Gemskofel. 
I omgivningarna runt Gemskofel växer i huvudsak blandskog. Runt Gemskofel är det ganska glesbefolkat, med 23 invånare per kvadratkilometer.